# Ingemar Carlehed
Gustav Ingemar Carlehed, född 24 april 1945 i Kvänums församling, Västra Götalands län, är en svensk skådespelare, röstskådespelare, regissör, teaterchef och teaterpedagog. Han är far till skådespelaren Lisa Carlehed.

## Biografi
Carlehed är uppväxt utanför Vara och gick gymnasiet i Skara och därefter Skara Skolscen. År 1971 utexaminerades han från Statens scenskola i Göteborg och har sedan dess varit knuten till Göteborgs stadsteater, där han gjort många framträdande roller, bland annat som Furst Bolkonskij i Krig och fred. Med teaterrollerna kom också ett flertal TV- och filmroller och Carlehed har under decennier varit flitigt anlitad som uppläsare, skådespelare och regissör för Sveriges Radio; bland annat medverkan och regi i Radioteaterns Minns ni fröken Meitner (2004) av Robert Marc Friedman.
1991-1995 var han chef för Teater Halland. Han har regisserat ett trettiotal teaterpjäser framför allt på Göteborgs stadsteater och Teater Halland. Sedan 1980-talet har Carlehed också varit lärare vid Skara Skolscen.
År 2000 promoverades han till teknologisk hedersdoktor vid Chalmers tekniska högskola i Göteborg.
Carlehed har sedan 80-talet ägnat sig en hel del åt röstskådespeleri, och har bl.a. gjort rösten till Oskar i Piff och Puff – Räddningspatrullen, Kung Triton i TV-serien Den lilla sjöjungfrun och berättarrösten i filmerna om Nalle Puh. Han har även varit speaker-röst på TV-kanalen Boomerang.

## Filmroller i urval
- 1953 – Peter Pan
- 1970 – The Reluctant Dragon & Mr. Toad Snow
- 1971 – Offside
- 1971–1995 – Hem till byn (TV-serie)
- 1972 – Dela lika
- 1974 – Fiskeläget
- 1974 – Förr visste jag precis
- 1975 – Gyllene år
- 1977 – Filmen om Nalle Puh
- 1977 – Hammarstads BK
- 1981 – Pappa och himlen (TV-film)
- 1981 – Stjärnhuset
- 1982 – Polisen som vägrade svara
- 1983 – Fragglarna
- 1984 – Lucky Luke
- 1985 – Wuzzlarna
- 1985 – Asterix – gallernas hjälte
- 1986 – My Little Pony – Ett äventyr
- 1987 – Bravestarr
- 1987 – Skogsfamiljerna
- 1987 – Duck Tales
- 1989 – Piff och Puff – Räddningspatrullen
- 1989 – Sparvöga (TV-serie)
- 1990 – Luftens hjältar
- 1990 – Farbror Joakim och Knattarna i jakten på den försvunna lampan
- 1991 – Darkwing Duck
- 1992 – Den lilla sjöjungfrun
- 1994 – Mumfie
- 1996 – Polisen och pyromanen
- 1996 – Quack Pack
- 1997 – Nalle Puh och jakten på Christoffer Robin
- 1997 – Glappet
- 1997 – Lånarna
- 1998 – Rena rama Rolf
- 1999 – Vita lögner
- 1999 – Inspector Gadget
- 2000 – Tigers film
- 2000 – På gränsen (TV-serie)
- 2000 – Den lilla sjöjungfrun II – Havets hemlighet
- 2000 – Jalla! Jalla!
- 2001 – Boken om Nalle Puh
- 2001 – Anderssons älskarinna
- 2002 – Skattkammarplaneten
- 2002 – Familjen
- 2003 – Solbacken: Avd. E
- 2003 – De drabbade
- 2006 – Dr. Dolittle 3
- 2008 – Himlens hjärta
- 2008 – Den lilla sjöjungfrun - Sagan om Ariel
- 2016 – Tjuvjägaren

## Teater

### Roller
| År   | Roll                  | Produktion                    | Regi           | Teater                |
| ---- | --------------------- | ----------------------------- | -------------- | --------------------- |
| 1980 | En av de tre bröderna | Fullmakten Nikolaj Erdman     | Ernst Günther  | Göteborgs stadsteater |
| 1999 | Niels Bohr            | Copenhagen Michael Frayn      | Lars Arrhed    | Göteborgs stadsteater |
| 2002 |                       | Rövare Friedrich von Schiller | Johan Holmberg | Angereds teater       |